# Jean-François Wagniart
Jean-François Wagniart, né le 23 novembre 1959 à Paris est un historien, spécialiste de l'histoire économique et sociale de la France au XIXe siècle et plus spécifiquement du vagabondage et de la pauvreté errante. Il est ancien élève de la Sorbonne, dans laquelle il a soutenu sa thèse en 1997. Il est un collaborateur des Cahiers d'histoire depuis 2005.
Il enseigne actuellement au Lycée Geoffroy-Saint-Hilaire d’Étampes.

## Publications

### Ouvrages
- Le vagabond à la fin du XIXe siècle, Belin, Paris, 1999,  (ISBN 978-2701123714)
- Des femmes sans histoire ?, Institut de recherches de la FSU / Syllepse, Paris, 2004 (coordination), 2002  (ISBN 978-2847970111)
- La riche histoire des pauvres, avec Laurent Albaret et Hélène Latger, Institut de recherches de la FSU / Syllepse, Paris, 2007  (ISBN 978-2849501559)

### Articles
- « Les migrations des pauvres en France à la fin du XIXe siècle : le vagabondage ou la solitude des voyages incertains », Genèse : Émigrés, vagabonds, passeports, Paris, 1998, (Lire en ligne)
- « À la recherche de la parole errante (1871-1914) », Paris, juin 2000
- « Au nom des pauvres », Paris, avril 2007
- « Et si nous faisions des élèves citoyens sans histoire ? » avec Frank Noulin, Cahiers d'histoire. Revue d'histoire critique, Paris, 2010, (Lire en ligne)
- « Le poète et l’anarchiste : du côté de la pauvreté errante à la fin du XIXe siècle », Cahiers d'histoire. Revue d'histoire critique, Paris, 2010
- « L’enseignement de l’histoire est en péril ! » avec Frank Noulin, Cahiers d'histoire. Revue d'histoire critique, Paris, 2014, (Lire en ligne)
- « La place de l’histoire sociale : de la recherche à l’enseignement », avec Frank Noulin, Cahiers d'histoire. Revue d'histoire critique, Paris, 2014, (Lire en ligne)